# Берег надежды (балет)
«Бе́рег наде́жды» — балет Андрея Петрова в трёх актах. Либретто Юрия Слонимского.

## История создания
В 1950 году либреттист Юрий Слонимский задумал сценарий балета «Рыбаки» о трудовых буднях советских рыболовов, один из которых во время шторма попадает на «чужой берег», где его мучают «враги», а затем спасают от расправы участники рабочей демонстрации. Идеей постановки заинтересовался Юрий Григорович, которого поддержал тогдашний художественный руководитель балета Ленинградского театра оперы и балета имени С. М. Кирова Пётр Гусев. Но написание либретто растянулось на шесть лет — Слонимский никак не мог выбраться из сюжетных перепетий, достойных «драмбалета» — хороводов председателя колхоза с воспитанниками детского сада, повышения уловов рыбаков, подарков советских тружеников новорождённому и т. п. За это время сменилось два руководителя балета театра, а Юрий Григорович отошёл от проекта.
Лишь встреча с Игорем Бельским во время репетиций балета «Тропою грома» в 1957 году дала новый импульс балету о рыбаках. Бельский, к тому времени уже попробовавший себя в качестве балетмейстера, проявил интерес к либретто, но решительно протестовал против пережитков «драмбалета». Слонимский переписал сценарий и новый худрук балета Кировского театра Фёдор Лопухов поддержал постановку. Начинающего композитора Андрея Петрова Бельский нашёл сам. Но когда спектакль был готов и его принимала комиссия из Министерства культуры и отдела культуры ЦК КПСС, у высокого начальства возникли сомнения — в балете показан Советский Союз, а русских танцев нет, советские рыбаки бегают с голыми торсами, и почему-то на советском берегу не развевается красный флаг… Только вмешательство режиссёра Романа Тихомирова, будущего главрежа Кировского театр, дружившего с Фурцевой, спасло новый спектакль. Прожженный карьерист Тихомиров напомнил высокому начальству, что премьера балета посвящается XXI съезду КПСС и что партия дала установку: дорогу молодым.
Балет увидел свет, но Игорь Бельский, как и его предшественник Григорович, был объявлен «формалистом». Леонид Лавровский, Ростислав Захаров и Константин Сергеев с высоких трибун призывали заклеймить лидеров формализма. Но Бельского спасли гастроли Кировского театра в Москве, где «Берег надежды» и его следующий балет «Ленинградская симфония» были одобрительно встречены критикой и влиятельными коллегами.

## Действующие лица
Наш берег:
- Рыбак
- Его любимая
- Вариации: Мольба, Отчаяние, Надежда
- Рыбаки
- Девушки
- Чайки

Чужой берег:
- Девушка, потерявшая любимого
- Рыбаки
- Патруль
- Незнакомец
- Соблазны

## Порядок музыкальных номеров
Первый акт
- Летят чайки
- Здравствуй, родной берег!
- Песня дружбы
- Рыбак и его любимая
- Прощание
- В бурю

Второй акт
- Рыбаки возвращаются
- Патруль
- Потерявшая любимого
- Человек в море!
- Спор
- Неравная схватка
- Чайки зовут

Третий акт
- Пытка
- Голоса друзей
- Человек в чёрном
- Прерванный рассказ
- Снова пытка
- На крыльях любви
- Берег надежды

## Сценическая жизнь

### Ленинградский театр оперы и балета имени С. М. Кирова
Премьера прошла 16 апреля 1959 года
Балетмейстер-постановщик Игорь Бельский, художник-постановщик Валерий Доррер, дирижёр-постановщик Евгений Дубовской
Действующие лица
- Рыбак — Аскольд Макаров, (затем Александр Грибов, Юрий Соловьёв, Олег Соколов)
- Его любимая — Алла Осипенко, (затем Ирина Колпакова, Нинель Кургапкина)
- Мольба — Татьяна Удаленкова, (затем Ирина Баженова, Маргарита Алфимова, Наталья Большакова)
- Отчаяние — Калерия Федичева, (затем Галина Иванова, Татьяна Легат)
- Потерявшая любимого — Татьяна Легат, (затем Габриэла Комлева, Маргарита Алфимова)
- Человек в чёрном — Юрий Мячин

Возобновление в 1970 году
Дирижёр-постановщик Юрий Гамалей
Действующие лица
- Рыбак — Юрий Соловьёв, (затем Вадим Бударин)
- Его любимая — Алла Осипенко, (затем Ирина Колпакова)
- Мольба — Татьяна Удаленкова
- Отчаяние — Галина Иванова
- Потерявшая любимого — Габриэла Комлева, (затем Татьяна Легат)

### Постановки в других театрах
- 1963 — Пермский театр оперы и балета, балетмейстер-постановщик М. М. Газиев
- 1963 — Одесский театр оперы и балета, балетмейстер-постановщик Н. И. Трегубов
- 1965 — Московский академический музыкальный театр имени К. С. Станиславского и Вл. И. Немировича-Данченко, балетмейстер-постановщик Игорь Бельский, художник-постановщик Валерий Доррер, дирижёр-постановщик Георгий Жемчужин
- 1965 — Туркменский театр оперы и балета, балетмейстер-постановщик Э. Танн
- 1966 — Башкирский театр оперы и балета, балетмейстер-постановщик В. Х. Пяри